# اوریم دوغان
اوریم دوغان (به ترکی استانبولی: Evrim Doğan؛ زادهٔ ۵ سپتامبر ۱۹۷۷) بازیگر اهل ترکیه است. او به خاطر مجموعه‌های تلویزیونی سوبات، حکایت ما و خواهر و برادرانم و فیلم سینمایی آیا این عشق است؟ شناخته شده‌است.

## زندگی‌نامه و تحصیلات
دوغان در ۵ سپتامبر ۱۹۷۷ در شهر آنکارا متولد شد. پس از اتمام تحصیلات دبیرستان، وارد کنسرواتوار دولتی دانشگاه آنادولو شد و در سال ۲۰۰۲ در رشته بازیگری فارغ‌التحصیل شد.

## حرفه
او ابتدا در سال ۲۰۰۴ فعالیت بازیگری خود را آغاز کرد. بعد از فارغ‌التحصیلی، اولین بازیگری خود را با نقش «پلین» در مجموعه تلویزیونی محله جنت انجام داد که پخش آن از شبکه شو تی‌وی در سال ۲۰۰۴ آغاز شد. او در نقش «آیفر یلدیز» بازی کرد در مجموعه تلویزیونی تو در خانه‌ام را بزن که بین سال‌های ۲۰۲۱‐۲۰۲۰ از شبکه فاکس پخش شد. او در مجموعه تلویزیونی خواهر و برادرانم (۲۰۲۴‐۲۰۲۱) که از شبکه آ تی‌وی پخش شد، نقش شخصیت گونول را بازی کرد.

## زندگی شخصی
او پس از ۵ سال رابطه با دوست پسر بازیگر خود ینر اوزر، در سال ۲۰۲۲ ازدواج کرد.